# Comprensorio Tolfetano-Cerite-Manziate
Comprensorio Tolfetano-Cerite-Manziate este o arie protejată (arie de protecție specială avifaunistică — SPA) din Italia întinsă pe o suprafață de 67.573 ha, integral pe uscat.

## Localizare
Centrul sitului Comprensorio Tolfetano-Cerite-Manziate este situat la coordonatele 42°08′32″N 11°59′16″E / 42.142155°N 11.987683°E.

## Înființare
Situl Comprensorio Tolfetano-Cerite-Manziate a fost declarat arie de protecție specială avifaunistică în septembrie 1996 pentru a proteja 1 specie de plante și 52 de specii de animale.

## Biodiversitate
Situată în ecoregiunea mediteraneană, aria protejată conține 16 habitate naturale: Galerii de Salix alba și de Populus alba, Păduri panonice-balcanice de stejar turcesc - stejar sesil, Păduri de Quercus ilex și Quercus rotundifolia, Păduri de Quercus suber, Ape stătătoare oligotrofe până la mezotrofe, cu vegetație de Littorelletea uniflorae și/sau de Isoëto-Nanojuncetea, Râuri mediteraneene cu debit intermitent, cu specii de Paspalo-Agrostidion, Păduri aluvionare cu Alnus glutinosa și Fraxinus excelsior (Alno-Padion, Alnion incanae, Salicion albae), Râuri mediteraneene cu debit permanent cu specii de Paspalo-Agrostidion și galerii riverane de Salix și de Populus alba, Păduri de fag din Apenini cu Taxus și Ilex, Păduri de Castanea sativa, Matorral arborescenți cu Laurus nobilis, Liziere de ierburi înalte hidrofile de câmpie și de nivel montan până la alpin, Cursuri de apă de la nivel de câmpie la nivel montan, cu vegetație Ranunculion fluitantis și Callitricho-Batrachion, Pseudostepă cu ierburi și specii anuale de Thero-Brachypodietea, Păduri pe pante, grohotișuri și ravene de Tilio-Acerion, Pajiști uscate seminaturale și facies de acoperire cu tufișuri pe substraturi calcaroase (Festuco-Brometalia) (* situri importante pentru orhidee).
La baza desemnării sitului se află mai multe specii protejate:
- plante (1): Himantoglossum adriaticum
- păsări (35): pescăruș albastru (Alcedo atthis), fâsă-de-câmp (Anthus campestris), pasărea ogorului (Burhinus oedicnemus), ciocârlie-cu-degete-scurte (Calandrella brachydactyla), caprimulg (Caprimulgus europaeus), rândunică roșcată (Cecropis daurica),  prundaș gulerat mic (Charadrius dubius), barză neagră (Ciconia nigra), șerpar (Circaetus gallicus), erete de stuf (Circus aeruginosus), erete vânăt (Circus cyaneus), erete alb (Circus macrourus), erete cenușiu (Circus pygargus), dumbrăveancă (Coracias garrulus), presură de grădină (Emberiza hortulana), Emberiza melanocephala, Falco eleonorae, Falco naumanni, șoim călător (Falco peregrinus), șoimul rândunelelor (Falco subbuteo), vânturel de seară (Falco vespertinus), rândunică (Hirundo rustica), sfrâncioc roșiatic (Lanius collurio), sfrânciocul cu frunte neagră (Lanius minor), ciocârlie de pădure (Lullula arborea), ciocârlie de bărăgan (Melanocorypha calandra), prigoare (Merops apiaster), gaia neagră (Milvus migrans), gaia roșie (Milvus milvus), vultur egiptean (Neophron percnopterus), pietrar mediteranean (Oenanthe hispanica), viespar (Pernis apivorus), turturică (Streptopelia turtur), Sylvia conspicillata, silvie de tufiș (Sylvia undata)
- amfibieni (2): Salamandrina terdigitata, Triturus carnifex
- mamifere (3): lupul (Canis lupus), liliac cu aripi lungi (Miniopterus schreibersii), liliacul mare cu potcoavă (Rhinolophus ferrumequinum)
- nevertebrate (4): croitorul mare al stejarului (Cerambyx cerdo), rădașcă (Lucanus cervus), Oxygastra curtisii, Rosalia alpina
- pești (5): Alosa fallax, Aphanius fasciatus, cicar (Lampetra planeri), Padogobius nigricans, Rutilus rubilio
- reptile (3): șarpele cu patru dungi (Elaphe quatuorlineata), țestoasa de baltă (Emys orbicularis), țestoasă bănățeană (Testudo hermanni)

Pe lângă speciile protejate, pe teritoriul sitului au mai fost identificate 22 de specii de plante, 5 specii de amfibieni, 5 specii de mamifere, 3 specii de nevertebrate, 1 specie de pești, 3 specii de reptile.